# Yevgeni Lutsenko
Yevgeni Olegovich Lutsenko (tiếng Nga: Евгений Олегович Луценко; sinh ngày 25 tháng 2 năm 1987) là một cầu thủ bóng đá người Nga. Anh chơi ở vị trí tiền đạo cho F.K. Dynamo Moskva.

## Sự nghiệp
Anh có màn ra mắt tại Giải bóng đá ngoại hạng Nga năm 2004 cho F.K. Torpedo Moskva.

### Thống kê sự nghiệp
Tính đến trận đấu diễn ra ngày vào ngày 13 tháng 5 năm 2018
| Câu lạc bộ                | Mùa giải            | Giải vô địch        | Giải vô địch | Giải vô địch | Cúp     | Cúp       | Châu lục | Châu lục  | Khác    | Khác      | Tổng cộng | Tổng cộng |
| Câu lạc bộ                | Mùa giải            | Hạng đấu            | Số trận      | Bàn thắng    | Số trận | Bàn thắng | Số trận  | Bàn thắng | Số trận | Bàn thắng | Số trận   | Bàn thắng |
| ------------------------- | ------------------- | ------------------- | ------------ | ------------ | ------- | --------- | -------- | --------- | ------- | --------- | --------- | --------- |
| F.K. Torpedo Moskva       | 2004                | Premier League      | 1            | 0            | 0       | 0         | –        | –         | –       | –         | 1         | 0         |
| F.K. Torpedo Moskva       | 2005                | Premier League      | 18           | 1            | 3       | 1         | –        | –         | –       | –         | 21        | 2         |
| F.K. Torpedo Moskva       | 2006                | Premier League      | 23           | 3            | 5       | 0         | –        | –         | –       | –         | 28        | 3         |
| F.K. Torpedo Moskva       | 2007                | First Division      | 24           | 1            | 3       | 0         | –        | –         | –       | –         | 27        | 1         |
| F.K. Torpedo Moskva       | 2008                | First Division      | 35           | 4            | 1       | 0         | –        | –         | –       | –         | 36        | 4         |
| F.K. Torpedo Moskva       | Tổng cộng           | Tổng cộng           | 101          | 9            | 12      | 1         | 0        | 0         | 0       | 0         | 113       | 10        |
| FC Stavropolye-2009       | 2009                | Second Division     | 12           | 0            | 0       | 0         | –        | –         | –       | –         | 12        | 0         |
| F.K. Rostov               | 2009                | Premier League      | 6            | 0            | 0       | 0         | –        | –         | –       | –         | 6         | 0         |
| F.K. Rostov               | 2010                | Premier League      | 5            | 0            | 0       | 0         | –        | –         | –       | –         | 5         | 0         |
| F.K. Rostov               | Tổng cộng           | Tổng cộng           | 11           | 0            | 0       | 0         | 0        | 0         | 0       | 0         | 11        | 0         |
| FC Salyut Belgorod        | 2010                | First Division      | 10           | 1            | 0       | 0         | –        | –         | –       | –         | 10        | 1         |
| FC SKA-Energia Khabarovsk | 2011–12             | First Division      | 44           | 13           | 1       | 0         | –        | –         | –       | –         | 45        | 13        |
| FC SKA-Energia Khabarovsk | 2012–13             | First Division      | 29           | 8            | 1       | 1         | –        | –         | 2       | 0         | 32        | 9         |
| FC SKA-Energia Khabarovsk | Tổng cộng           | Tổng cộng           | 73           | 21           | 2       | 1         | 0        | 0         | 2       | 0         | 77        | 22        |
| F.K. Mordovia Saransk     | 2013–14             | National League     | 26           | 4            | 2       | 0         | –        | –         | –       | –         | 28        | 4         |
| F.K. Mordovia Saransk     | 2014–15             | Premier League      | 22           | 2            | 3       | 2         | –        | –         | –       | –         | 25        | 4         |
| F.K. Mordovia Saransk     | 2015–16             | Premier League      | 27           | 10           | 0       | 0         | –        | –         | –       | –         | 27        | 10        |
| F.K. Mordovia Saransk     | Tổng cộng           | Tổng cộng           | 75           | 16           | 5       | 2         | 0        | 0         | 0       | 0         | 80        | 18        |
| F.K. Dynamo Moskva        | 2016–17             | National League     | 30           | 6            | 2       | 1         | –        | –         | –       | –         | 32        | 7         |
| F.K. Dynamo Moskva        | 2017–18             | Premier League      | 22           | 4            | 1       | 0         | –        | –         | –       | –         | 23        | 4         |
| F.K. Dynamo Moskva        | Tổng cộng           | Tổng cộng           | 52           | 10           | 3       | 1         | 0        | 0         | 0       | 0         | 55        | 11        |
| Tổng cộng sự nghiệp       | Tổng cộng sự nghiệp | Tổng cộng sự nghiệp | 334          | 57           | 22      | 5         | 0        | 0         | 2       | 0         | 358       | 62        |